# Challenge coin
Pour les articles homonymes, voir Pièce.

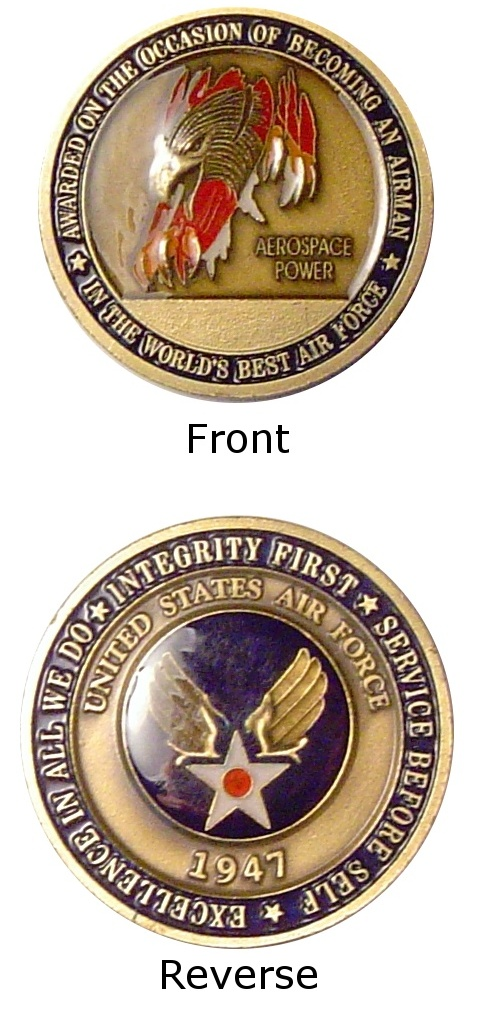
Challenge coin original de l'US Air Force.

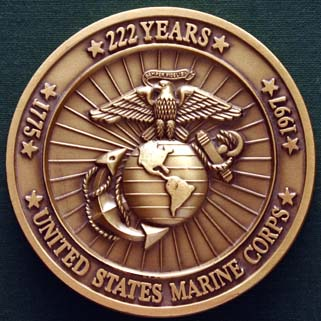
L'avers d'un médaillon du Globe d'anniversaire du US Marine Corps.

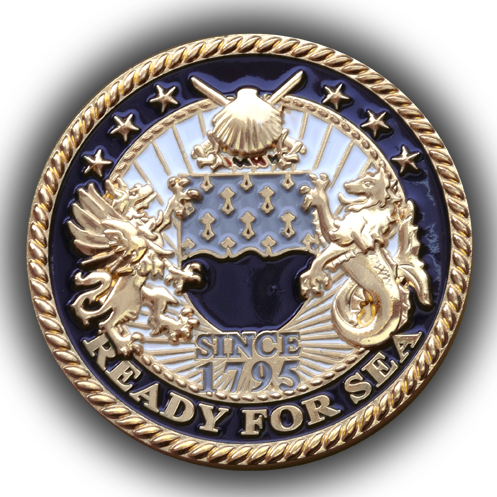
Challenge coin du Navy Supply Corps (avers).

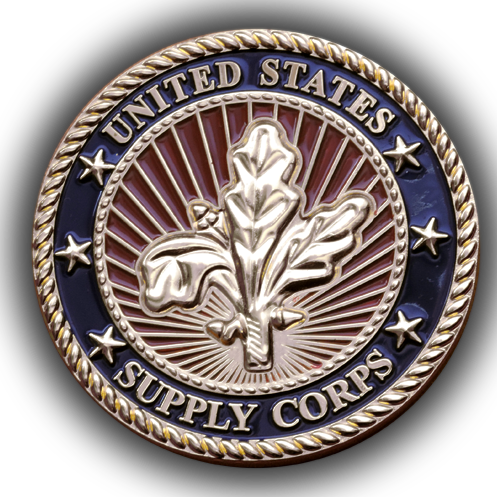
Challenge coin du Navy Supply Corps (revers).

Un challenge coin (pièce de défi) est en général une petite pièce ou un médaillon, portant l'insigne ou l'emblème d'une organisation et portée par les membres de cette organisation. Traditionnellement, il est remis pour symboliser l'adhésion et pour participer à l'esprit de cohésion. En outre, les challenge coins peuvent également être collectionnés. Les challenge coins modernes sont fabriquées dans différentes tailles et sont souvent fabriquées à l'aide de références à la culture populaire pour inclure des super-héros et d'autres personnages bien connus de manière à créer une parodie. Historiquement, les challenge coins étaient présentées par les commandants d'unité (militaires ou forces de l'ordre) en reconnaissance de la réussite particulière d'un membre de l'unité. Ils sont également échangés en reconnaissance de visites rendus à une organisation. Ils représentent des attributs de culture populaire.

## Les origines
Il y a plusieurs historiques possibles détaillant les origines des challenge coins.
L'Empire romain a récompensé les soldats en leur présentant des pièces pour récompenser leurs actes.
Les challenge coins étaient également connus sous le nom de "Portrait Medals" à la Renaissance et étaient souvent utilisées pour commémorer des événements spécifiques impliquant la royauté, la noblesse ou d'autres catégories d'individus aisés. Les médailles étaient remises en cadeau ou en guise de récompense et les gens les échangeaient entre amis et membres de la famille. Le format le plus courant était qu'une face représentait le personnage pendant que la seconde représentait la famille, la maison, la lignée et / ou le sceau de cet individu.
Selon l'histoire la plus courante, les challenge coins sont nées pendant la Première Guerre mondiale,. Avant l'entrée des États-Unis dans la guerre en 1917, des volontaires américains de toutes les régions du pays s'engageaient dans les différentes unités. Certains étaient issus de riches fréquentant des collèges tels que Yale et Harvard qui avaient démissionné pendant leur scolarité pour rejoindre la guerre,.
Dans un escadron, un riche lieutenant commanda des médaillons frappés en bronze massif et les offrit aux membres de son unité. Un jeune pilote a placé le médaillon dans une petite pochette en cuir qu'il portait autour de son cou. Peu de temps après l'acquisition du médaillon, l'avion du pilote a été gravement endommagé par un incendie. Il fut forcé d'atterrir derrière les lignes ennemies et fut immédiatement capturé par une patrouille allemande. Afin de décourager son évasion, les Allemands prirent ses pièces d'identité à l'exception de la petite pochette en cuir autour de son cou. Il fut emmené dans une petite ville française près du front. Profitant d'un bombardement cette nuit-là, il s'est échappé. Il réussit à éviter les patrouilles allemandes en portant des vêtements civils et atteignit les lignes de front. Avec beaucoup de difficulté, il traversa le no man's land. Finalement, arriva à un avant-poste français. Les saboteurs avaient causé beaucoup de dégâts parmi les rangs français dans le secteur. Ils se faisaient parfois passer pour des civils et portaient des vêtements civils. Ne reconnaissant pas l'accent américain du jeune pilote, les Français le considéraient comme un saboteur et se préparaient à l'exécuter. Il n'avait aucune pièce d'identité pour prouver son origine, mais il avait sa pochette en cuir contenant le médaillon. Il a montré le médaillon à ses futurs bourreaux et l'un de ses ravisseurs français a reconnu l'insigne de l'escadron sur le médaillon. Ils ont retardé son exécution assez longtemps pour qu'il confirme son identité. Au lieu de lui tirer dessus, ils lui donnèrent alors une bouteille de vin,,,.
De retour dans son escadron, il fut instauré comme tradition que tout le monde devait porter son médaillon, en tout temps. La mise en place de la tradition fut assurée par la création d'un challenge : quand un membre demandait à voir le médaillon du challengé, si celui-ci ne pouvait pas le montrer, il devait offrir une boisson à celui qui l'avait questionné. Si le membre défié produisait le médaillon, c'était alors au défiant de payer. Cette tradition s'est poursuivie tout au long de la guerre et pendant de nombreuses années qui suivirent alors que les membres survivants de l'escadron étaient encore en vie,.
Selon une autre histoire, les challenge coins remonteraient à la Seconde Guerre mondiale et auraient été utilisés par les hommes de l'Office of Strategic Services qui étaient déployés dans la France nazie. Dans la même veine, Jim Harrington aurait proposé un club des "Jolly sixpence" parmi les officiers subalternes du 107th Infantry. Les pièces étaient simplement une pièce locale utilisée comme «bonne foi» lors d'une réunion personnelle pour aider à vérifier l'identité d'une personne. Il y aurait des aspects spécifiques tels que le type de pièce, la date de la pièce, etc. qui étaient examinés pour chaque personne. Cela a permis d'empêcher l'infiltration dans la réunion par un espion qui avait eu connaissance préalable de l'heure et du lieu de la réunion ainsi que de la pièce qui devait être présentée, entre autres signaux, en tant que bonne foi.
Un certain nombre d'autres sources placent l'avènement des challenge coins dans l'ère post-conflit coréen (certaines aussi tard que la guerre du Vietnam), ou même plus tard. Le colonel William "Buffalo Bill" Quinn avait ainsi fait fabriquer des pièces pour ceux qui avaient servi sous ses ordres au 17e d'infanterie Régiment en 1950 et 1951.
Le colonel Verne Green, commandant du 10e Groupe (A) des forces spéciales, a adopté l'idée. Il a fait frapper une pièce spéciale avec l'insigne et la devise de l'unité en 1969. Jusque dans les années 1980, son unité était la seule à avoir une tradition active de pièces de défi,.
Il y a une autre histoire relative à l'origine à propos d'un soldat américain qui devrait rencontrer des guérilleros philippins pendant la Seconde Guerre mondiale. Il portait alors une pièce de monnaie philippine en argent massif qui était estampillée d'un côté avec l'insigne de son unité. La pièce a ainsi été utilisée pour vérifier, auprès des guérilleros, que le soldat était bel et bien leur interlocuteur pour la mission contre les Japonais.

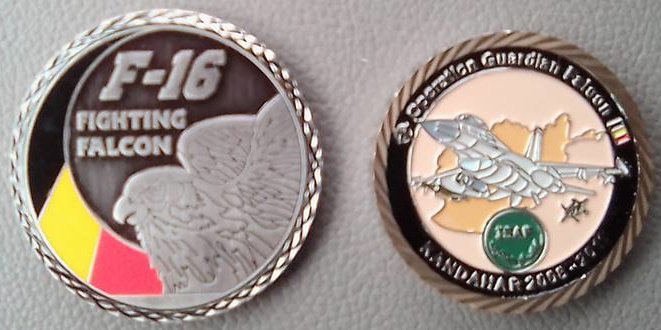
Deux pièces émises par diverses unités de la composante aérienne belge

La tradition des challenge coins s'est étendue à d'autres unités militaires, dans toutes les branches de service, et même aux organisations non militaires ainsi qu'au Congrès des États-Unis, qui produit des pièces que les membres du Congrès peuvent remettre aux électeurs. Aujourd'hui, des challenge coins sont remis aux membres lors de leur adhésion à une organisation, comme récompense pour améliorer le moral, et vendues pour commémorer des occasions spéciales ou comme collectes de fonds. Dans l'Air Force, les instructeurs de la formation militaire décernent une "Airman's coin" (la pièce de l'aviateur) au nouveau personnel enrôlé à la fin de leur formation militaire de base de l'US Air Force et aux nouveaux officiers à la fin de l'école de formation des officiers de l'Air Force,.

## Présidents américains
Les challenge coins émises par les présidents remontent à la fin des années 1990. Par ailleurs, la White House Communication Agency (WHCA) a émis des pièces pour les chefs étrangers et les militaires lors des visites présidentielles. En mai 2018, une controverse a éclaté lorsque la WHCA a sorti une pièce de monnaie représentant le président Donald Trump et le chef nord-coréen Kim Jong-un avant les pourparlers de paix prévus en juin 2018 à Singapour,.
Le président Bill Clinton affichait plusieurs supports de challenges coins, qui lui avaient été donnés par des membres des forces armées américaines, sur la crédence de son bureau au bureau ovale. Ces pièces sont actuellement exposées à la bibliothèque Clinton. Les pièces apparaissent à l'arrière-plan de son portrait officiel, désormais accroché à la Maison Blanche.
Le président George W. Bush a reçu une pièce de défi d'une unité de patrouille de combat maritime lors de sa courte mais inattendue visite à la base aérienne d'Al Asad dans la province d'Anbar, en Irak, le 3 septembre 2007.
Le président Barack Obama, en plus de remettre des challenge coins aux militaires américains, laissait des pièces sur les tombes des soldats morts. Tous ses échanges de pièces ne se sont pas bien déroulés. En 2012, il a tenté d'en remettre une au sergent Kristie Ness qui l'a laissé tomber. Obama l'a ramassé, puis ils ont ri tous les deux.
La pièce du président Donald Trump a rompu avec la tradition, omettant le sceau présidentiel, la devise « E pluribus unum » et les treize flèches représentant les treize États originaux. Son slogan de campagne « Make America Great Again » apparaît des deux côtés. Il comporte une bannière en bas, qui sert également de base permettant à la pièce de se tenir debout,.

## Challenge
La tradition d'un défi est le moyen le plus courant de s'assurer que les membres portent la pièce de leur unité sur eux. Les règles d'un défi ne sont pas toujours formalisées pour une unité et peuvent varier selon les organisations. Le défi ne s'applique qu'aux membres qui ont reçu officiellement une pièce de leur unité. Cela peut conduire à une certaine controverse lorsque des défis sont lancés entre les membres de différentes organisations et ce n'est pas recommandé pour ce type de cas. La tradition du challenge coin est censée être une source de moral dans une unité, et forcer le défi peut provoquer un effet inverse. Le défi s'appelle un "coin check" et est généralement annoncé à haute voix,,.
Le défi, qui peut être fait à tout moment, commence par le challenger tirant sa pièce et frappant ou plaçant la pièce sur la table ou sur le bar. Dans les environnements bruyants, le fait de frapper continuellement la pièce du défi sur une surface peut lancer le défi. Tous ceux qui sont mis au défi doivent immédiatement produire la pièce et toute personne qui ne le fait pas doit offrir une tournée de boissons au challenger ainsi qu'à tous ceux qui ont leur pièce. Cependant, si chacun mis au défi est en mesure de produire sa pièce, le challenger doit acheter une série de boissons pour le groupe,,.
Alors que la plupart des détenteurs de challenge coins les portent généralement dans leurs poches ou dans un autre endroit facilement accessible, la plupart des versions des règles autorisent une personne mise au défi de récupérer sa pièce à "un pas et un bras" de distance ou de se faire prêter une pièce supplémentaire par quelqu'un qui en aurait deux. Les pièces sur les boucles de ceinture ou les porte-clés ne sont pas acceptables pour relever un défi. Cependant, une pièce portée autour du cou est jugée recevable pour relever un défi de pièce,,.
Les variantes des règles incluent, mais ne sont pas limitées à, ce qui suit :
- Si quelqu'un est capable de voler une pièce de défi, tout le monde dans le groupe doit acheter une boisson pour cette personne.
- Lors d'un défi, tous les membres du groupe doivent acheter une boisson pour le détenteur de la pièce de rang le plus élevée. Le rang d'une pièce est déterminé par le rang de celui qui a donné pièce. Par exemple, une pièce présentée par un amiral dépasserait une pièce présentée par un vice-amiral, tandis que les deux dépasseraient une pièce présentée par un capitaine. Traditionnellement, la présentation d'une pièce se fait lors d'une poignée de main.
- Certaines unités prévoient des délais stricts pour répondre à un défi.

Traditionnellement, les règles d'un défi comprennent une interdiction de dégrader la pièce, surtout si elle est plus facile à transporter à tout moment. Si le challenge coin est attaché à une boucle de ceinture ou à un porte-clés, ou si un trou a été percé pour l'attacher à une longe, elle n'est plus considérée comme un challenge coin,.

## Apparence
Il existe de nombreuses finitions disponibles, du simple étain à l'or 24 carats. Bien qu'il n'y ait que quelques métaux communs, la patine (finition) peut être d'or, d'argent, de nickel ou de laiton, de cuivre ou de bronze. Un émail doux ou dur ou un insert imprimé avec un revêtement époxy peut ajouter de la couleur (les époxy sont souvent plus résistants et résistants aux rayures que les surfaces métalliques).

## Coût
Les challenge coins sont modérément peu coûteux à concevoir et à produire. Il existe deux procédés de base pour la fabrication: les pièces moulées en alliage de zinc ou le bronze frappé sous pression.
Les pièces moulées en alliage de zinc offrent l'avantage d'un faible coût. Le moulage au zinc permet également plus de flexibilité dans la conception, comme les découpes que l'on trouve sur les pièces tournantes ou les pièces de décapsuleur. Alors qu'une pièce de bronze ou de laiton frappée avec des matrices est plus chère, le résultat rend un produit bien supérieur (qualité numismatique).
En 2010, des pièces fabriquées en Chine ou en Corée du Sud pouvaient couter entre 2,50 $ et 7 $, en fonction du procédé de production et de la complexité du design, des gravures laser, etc. Certains peuvent être sculptés par des artistes et coûter de 50 $ à 300 $, en fonction de leur complexité.
Afin d'être compétitive, la plupart des entreprises nord-américaines proposant des challenge coins les font produire à l'étranger. De nombreuses pièces sont fabriquées en Corée du Sud, car la connexion avec les bases militaires américaines y est forte et les coûts sont moins chers que ceux fabriqués aux États-Unis[réf. nécessaire].

## Les usages
Utilisées non seulement pour des défis, les pièces peuvent aussi servir comme récompenses pour un service exceptionnel. En tant que tels, elles sont utilisés comme un outil pour remonter le moral,. Les responsables militaires les remettent occasionnellement à du personnel non militaire pour des services ou des récompenses exceptionnels, comme dans le cas des étudiants-athlètes de l'université du Nord-Est.
Dans le contexte où elles sont utilisées par l'armée américaine moderne, la tradition a probablement commencé parmi les unités des forces spéciales pendant la guerre du Vietnam[réf. nécessaire]. La tradition s'est répandue à travers la communauté aéroportée, et au début des années 1980 également 75th Ranger Regiment[réf. nécessaire]. En fonctions de leurs différentes affectations, les officiers ont emporté avec eux la tradition.
Un challenge coin largement connu au sein de l'Air Force était la pièce « Bull Dog » qui était exclusivement réservée aux mitrailleurs de queue des B-52. Avec la suppression du poste de tireur B-52 en 1991, cette célèbre pièce est devenue plus rare.
Cette pièce était présentée aux tireurs à la fin de leur formation technique de l'Air Force et de leur entrée dans la « Gunners Association ». Dans les premiers temps de service des bombardiers, cette fonction était tenue par un haricot ou une pépite. La pièce représente les attributs de force et de courage qui se reflètent dans le Bulldog, la mascotte officielle du tireur. La pièce a également été remise à certains « artilleurs honoraires », généralement des commandants de bord ou d'escadrilles qui représentaient l'esprit du bouledogue.
Certains collectionneurs les achètent pour leur valeur numismatique.
Les pièces remises en récompense de réalisations sont normalement remises au destinataire lors d'une poignée de main, passant de la main droite du donateur à la main droite du lauréat. Il est également normal que le donateur explique brièvement la raison de l'attribution de la pièce.

## En dehors de l'armée
Les challenge coins sont également échangés en dehors de l'armée. Le NASCAR, la NFL, les cadets de la Civil Air Patrol, les Eagle Scouts ainsi que la World Series of Poker ont tous leurs propres challenge coins. Ils deviennent également populaires auprès des services de police, des pompiers et des  organisations fraternelles. En 2007, l'Utah Symphony and Opera a remis des challenge coins à tous ses employés et musiciens, ce qui en fait la première organisation symphonique en Amérique à le faire[réf. nécessaire]. L'école publique Franklin en Ontario a une pièce de monnaie qui est donnée aux diplômés, avec sa mascotte «Frankie». De nombreux organismes sans but lucratif, en particulier ceux qui ont des liens avec l'armée, remettent des pièces de défi aux donateurs pour reconnaître leur soutien à l'organisation,. L'unité de réponse aux crises du FBI a été la première unité du FBI à émettre des pièces aux membres de l'unité à la fin des années 1980.

### Association nationale du motoclub des Buffalos et anciens militaires

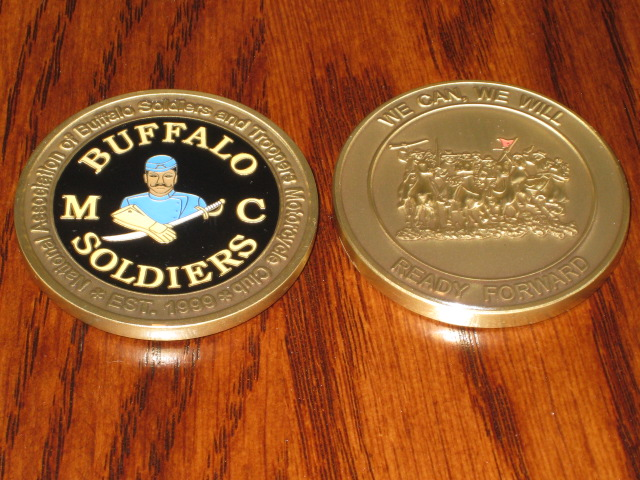
Les membres de la National Association of Buffalo Soldiers and Troopers Motorcycle Club doivent gagner leur challenge coin.

Une autre organisation dans laquelle les challenge coins ont gagné en popularité est la "National Association of Buffalo Soldiers and Troopers Motorcycle Club" (NABSTMC), qui compte plus de 85 chapitres totalisant plus de 2 000 membres. La pièce mesure 1,75 pouce (44,45 millimètre) de diamètre, frappée en laiton massif avec une finition antique. Le devant de la pièce porte le logo NABSTMC. L'année où le club a été créé, qui était 1999, est également mentionnée. Le verso de la pièce affiche fièrement la «charge de cavalerie» avec la devise des 9e et 10e de cavalerie : «nous pouvons, nous voulons» et «prêts à avancer». La pièce doit être gagnée par les membres et ne peut être présentée que par un officier national ou un président de section pour un accomplissement notable.

### Groupe des propriétaires de Harley
En 2009, le Harley Owners Group (HOG) a créé et mis à disposition sa propre pièce de défi aux propriétaires de motos Harley-Davidson via le site Web réservé aux membres HOG, déclarant: "Ceux qui conduisent des motos Harley-Davidson partagent un lien de la même manière que ceux qui ont servi leur pays avec fierté. Porter un challenge coin national HOG dans votre poche, sur votre moto ou en dehors, est un moyen significatif de montrer votre fierté d'appartenir à Harley-Davidson tout en rendant hommage à ceux qui servent. " La pièce HOG National Challenge mesure 1,75 pouces (44,45 millimètres) de diamètre et est fabriquée aux États-Unis en alliage de laiton massif avec une finition antique. Le logo HOG eagle est frappé sur la pièce. Le logo de la barre et du bouclier Harley-Davidson, entouré des mots «le club officiel de Harley-Davidson», est estampillé au dos.

### Science
Dans le cadre du concours international de machines génétiquement modifiées (iGEM), les participants qui ont remporté le grand prix  reçoivent un challenge coin depuis 2016 (voir figure à droite).
Varian Medical Systems, un fabricant de dispositifs médicaux, attribue des challenge coins pour les réalisations notables de son personnel. Un nombre important d'employés de Varian ont des antécédents militaires, où beaucoup d'entre eux acquièrent les compétences en électronique et en mécanique nécessaires pour prendre en charge l'équipement Varian.

### Médias
Dans son commentaire audio pour la sortie en DVD d'Iron Man 2, le réalisateur Jon Favreau note qu'il a fait fabriquer des challenge coins Iron Man 2 pour les distribuer au personnel de l'US Air Force en signe de remerciement pour leur coopération pendant la production des deux films tournés à Edwards Air Force Base.
Bill Prady, producteur exécutif de The Big Bang Theory, a remis le challenge coin du producteur du Big Bang Theory à l'équipage de la dernière navette spatiale.
Sur l'épisode "Rockets" de Lock N 'Load with R. Lee Ermey, R. Lee (Gunny) Ermey présente un challenge coin au sous-lieutenant Carr en récompense pour avoir été le "top gun" de sa classe avec le lance-roquette Javelin.
Les membres de l'American Radio Relay League qui sont des examinateurs bénévoles peuvent porter le challenge coin VEC (coordinateur des examinateurs bénévoles). Ces membres sont chargés de faire passer les examens de la Federal Communications Commission qui permettent aux candidats d'être qualifiés comme opérateurs de radio amateur dans les trois différentes catégories de licences: technicien, général et amateur supplémentaire.
L'équipe de Breaking Bad a reçu des challenge coins conçus par le créateur du spectacle Vince Gilligan pour chaque nouvelle saison. Une autre pièce de défi a également été incluse dans l'ensemble Blu-ray de toute la série de l'émission.
Des sociétés de jeux vidéo comme Treyarch ont donné ces pièces avec certains packages pour la sortie de Black Ops 2.
Le film Lazer équipe a donné des challenge coins à ses bailleurs de fonds (le financement était en crowdfunfding) comme un avantage en option de financement du film.
Un challenge coin est présenté dans une poignée de main au personnage de Gerard Butler dans le film 2018 Hunter Killer.
Le Mystery Science Theatre 3000 avait des challenge coins disponibles à l'achat pour commémorer leur 30e anniversaire lors de leur tournée en direct "Watch Out For Snakes" du 30e anniversaire de 2018.

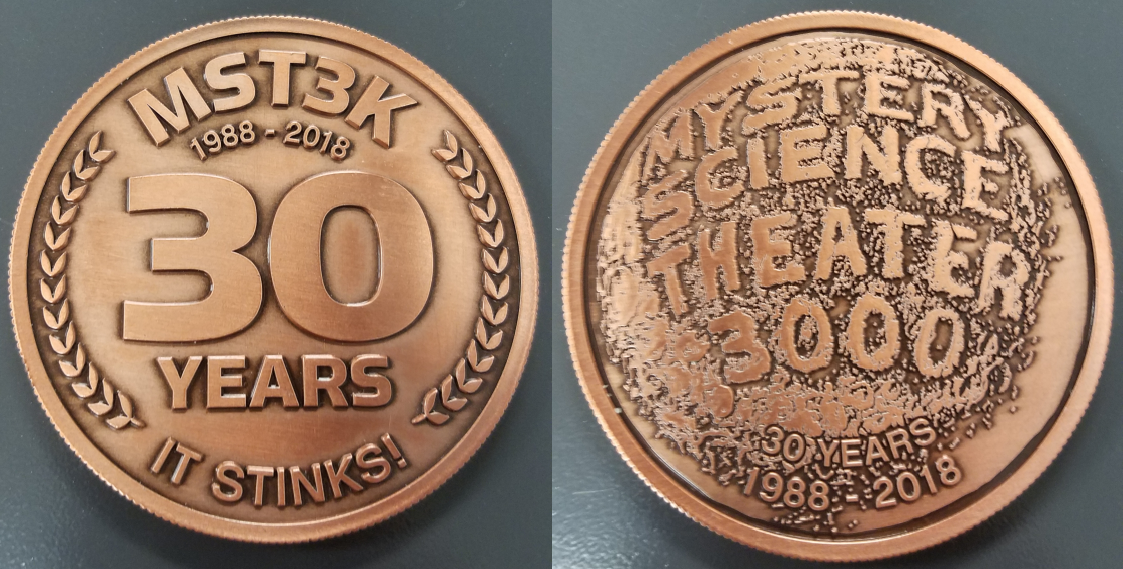
Recto et verso de la pièce commémorative du défi MST3K du 30e anniversaire de l'édition 2018 "Attention aux serpents!".

## Canada
L'une des premières apparitions d'un challenge coin au sein des Forces canadiennes a été celui du Régiment aéroporté du Canada. Bien que conceptualisé au début des années 1970, il n'a été officiellement adopté qu'au retour du régiment de Chypre en 1974.
Reconnue comme un «américanisme», l'utilisation généralisée des pièces de défi est nouvelle pour les Forces canadiennes (FC) et a été introduite par le général Rick Hillier alors que l'Armée canadienne commençait à travailler plus étroitement avec l'armée américaine. Bien que de nombreux régiments et établissements militaires les achètent comme «challenge coins», la plupart des unités et des écoles des FC les utilisent à des fins de présentation.
La première pièce de l'ARC appartenait au 427e Escadron. À l'époque de la Seconde Guerre mondiale, le 427 et les studios de cinéma Metro-Goldwyn-Mayer (MGM) partageaient le lion comme symbole respectif. Au cours d'une cérémonie tenue le 27 mai 1943, une statuette en bronze représentant un lion a été présentée à l'escadron, tout comme les pièces de monnaie MGM pour les membres de l'escadron. Ces pièces de monnaie accordaient un accès gratuit aux théâtres du MGM en Grande-Bretagne et étaient populaires auprès des équipages et du personnel au sol. En 1982, la coutume a été réintroduite par le lieutenant-colonel Hugh Cunnigham, alors commandant de l'escadron; il s'est depuis largement étendu au sein de la communauté de l'aviation tactique de l'ARC[réf. nécessaire].

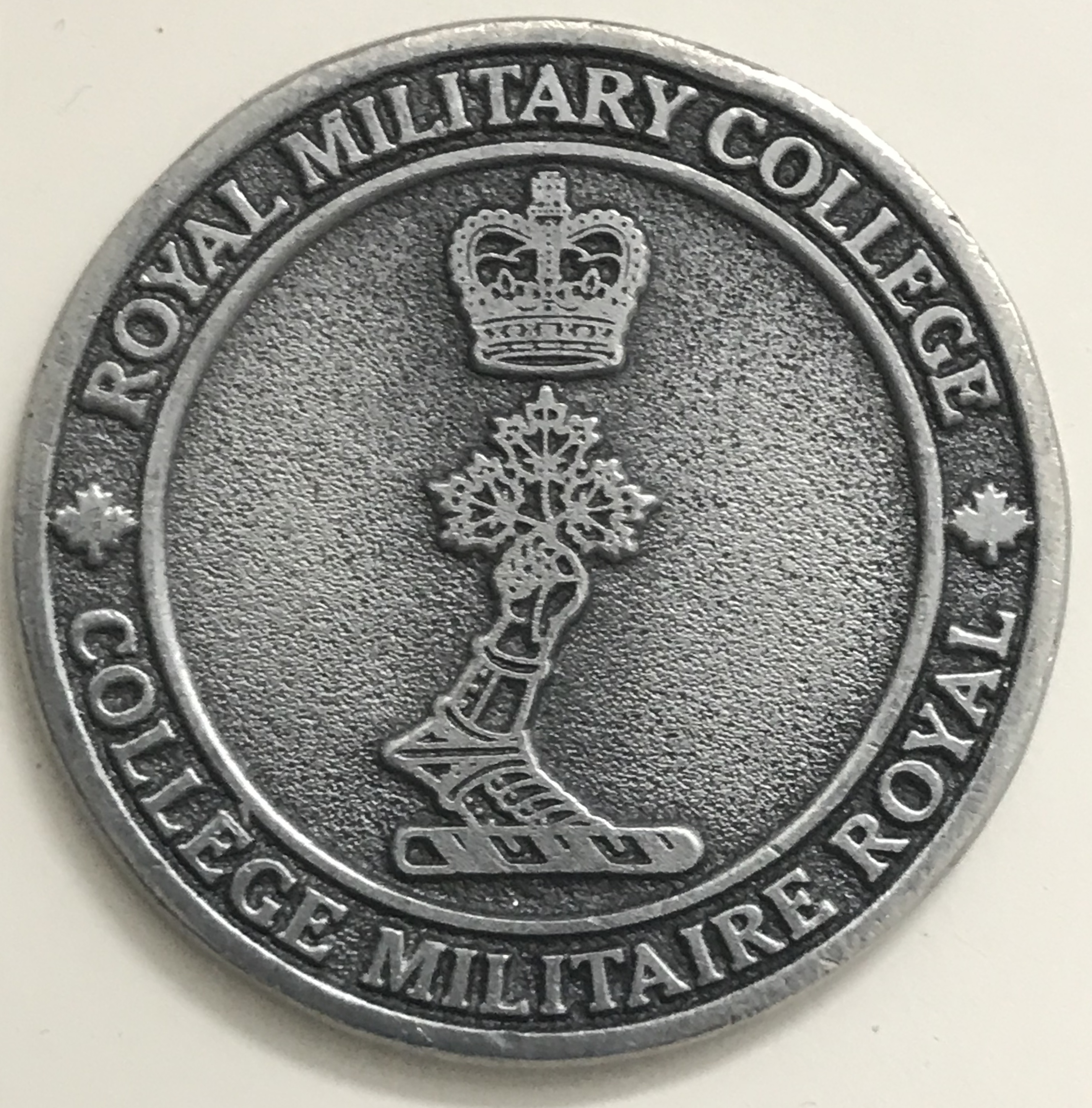
challenge coin, Collège militaire royal du Canada (avers)

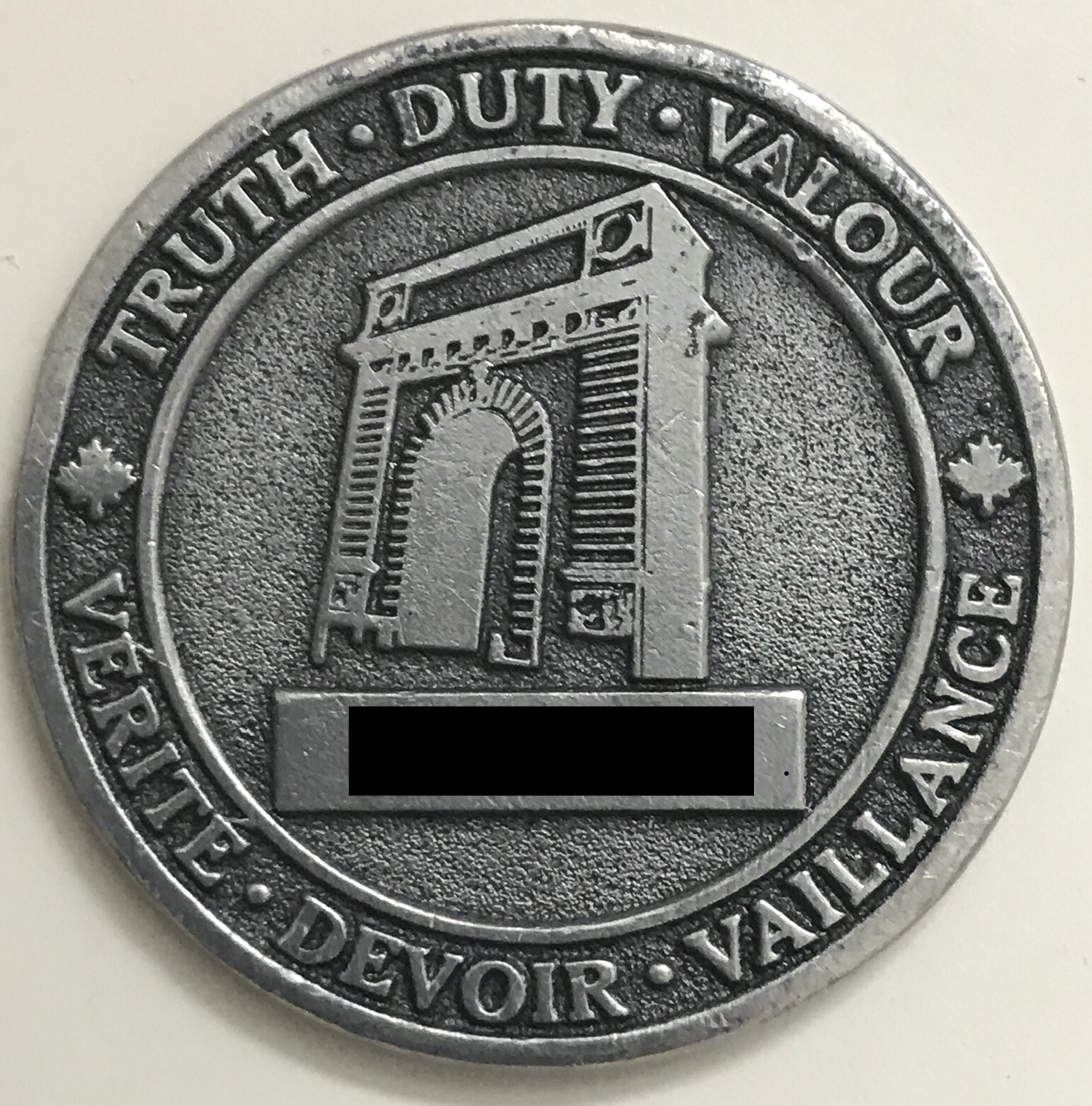
revers

Chaque nouvel élève-officier du Collège militaire royal du Canada à Kingston, en Ontario, reçoit une pièce à la fin de la période d'orientation de première année. La pièce est gravée du nom du collège en français et en anglais entourant les armoiries du collège sur l'avers. Le numéro du collège des cadets et l'arche commémorative sont au verso entourés de la devise dans les deux langues.
Les membres du Fonds du Corps of Royal Canadian Electrical and Mechanical Enigneers reçoivent des pièces avec l'insigne du RCEME actuel et le numéro de membre sur l'avers, et l'insigne du RCEME d'origine ains que la devise de l'arme au verso. Habituellement, elles sont remises aux membres de l'École de génie électrique et mécanique des Forces canadiennes, à Borden, en Ontario, où l'adhésion au fonds de l'arme est initialement offerte.
La pièce du Commandant des Forces d'opérations spéciales du Canada est de couleur terne, mais distincte par ses sections percées.
Bon nombre des centres d'entraînement et des collèges d'état-major des FC ont une pièce distincte: certaines sont disponibles à l'achat par les étudiants, d'autres ne sont disponibles que sur présentation de la part de l'établissement ou du commandant pour des réalisations exemplaires pendant qu'ils fréquentent l'établissement. Le général Walter Natynczyk, lorsqu'il était chef d'état-major de la Défense, et le Chief Warrant Officer des Forces canadiennes offrent souvent leurs pièces personnalisées aux soldats méritants.
La police, les services correctionnels, la sécurité et les pompiers ont adopté le concept et ont trouvé que les pièces de monnaie étaient un excellent moyen de renforcer l'esprit d'équipe et de créer un sentiment de fraternité ou d'appartenance. Beaucoup comportent un saint patron, un badge ou un équipement représentatif.

## Suisse
La tradition des challenge coins a été introduite dans les forces armées suisses par des officiers américains en mission de formation et autres missions pour l'Organisation pour la sécurité et la coopération en Europe, dont la Suisse est membre. Les pièces ne sont pas émises, mais plutôt commandées et achetées par des officiers suisses de diverses armes de l'armée.

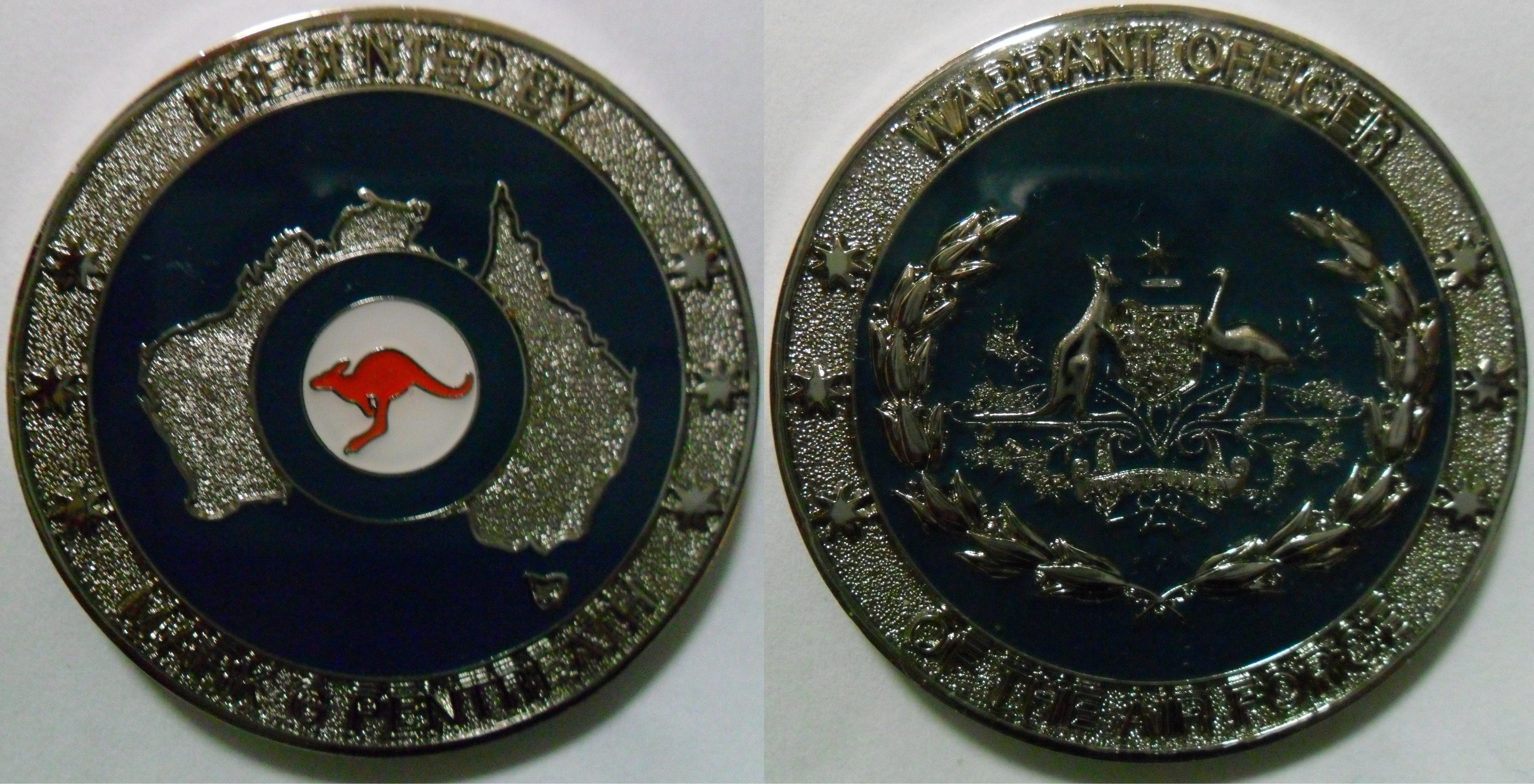
Challenge coin de sous-officier de l'Air Force, Royal Australian Air Force. Plus précisément, WOFF-AF Mark Pentreath (7e WOFF-AF).

## Australie et Nouvelle-Zélande
Des pièces ont été utilisées par divers dirigeants politiques australiens et néo-zélandais, des officiers supérieurs et des sous-officiers, sous l'influence de présentations de personnel américain. Plusieurs centaines de types de pièces de défi néo-zélandaises ont été produites au cours des dernières décennies.

## Grande-Bretagne
Les officiers d'échange et les visiteurs militaires britanniques des unités et formations américaines au cours des dernières décennies ont souvent reçu des challenge coins. Depuis le milieu des années 2000, l'armée britannique dispose d'un challenge coin pour le recrutement et des exemples existent, par exemple, pour les unités du Special Air Service et du Royal Engineer. Les unités médicales militaires britanniques ont également découvert la tradition en travaillant avec des unités américaines en Irak et en Afghanistan. Le Département d'anesthésie militaire et de soins intensifs émet une pièce depuis 2006.
La tradition veut que les challenge coins soient présentés dans les environnements sociaux (voir ci-dessus), le perdant du «challenge coin» offrant une tournée de boissons aux autres personnes impliquées. Après une période mouvementée de changements au sein de l'armée britannique, les commandants ont resserré les restrictions sur la consommation d'alcool et toute activité qui encourage la consommation d'alcool. Par conséquent, en laissant la pièce de défi traditionnelle comme un élément de collection, comme le POG du milieu des années 1990.